# 三祺广场
三祺广场是中國廣西壯族自治區首府南寧市的一座複合型建築，於2014年竣工，是一棟摩天大樓高231公尺、50層樓。